# 歡場
歡場，泛指指尋歡作樂的場所的統稱，例如夜總會、娛樂廳、歌舞廳，私人會所等，但不只限於此等場所。此等場所或會提供性服務。歡場的男女關係是一種買賣，使人在虛情假意中尋求自己相信是真實的感覺。

## 歷史背景
此名詞見於清 • 倉央嘉措《情詩其二十四》"傾城美色競群芳，品茗斗酒擅歡場。欲共卿卿兩相悅，不期魂魄歸帝鄉。"

## 相關影視作品
- 歡場 (1985年電影)
- 夜生活女王霞姐傳奇

## 外部連結
- 歡場女孩的靈肉買賣：近代法國性產業如何打造交際花？ （页面存档备份，存于）  轉角國際 udn Global，2022年6月20日
- https://www.mpweekly.com/entertainment/uncategorized/%e9%98%bf%e5%af%ac%ef%bc%8e%e7%94%b7%e5%af%ac%e5%a5%b3%e6%84%9b/%e6%ad%a1%e5%a0%b4%e4%b8%ad%e7%9a%84%e6%84%9a%e8%a0%a2 （页面存档备份，存于） 阿寬．男寬女愛/歡場中的愚蠢]
- 回歸10年百人誌 尖東末代大班：北地歡場打殘香港舞國[永久] 蘋果日報，2007年4月26日
- 中國城之父重出江湖 （页面存档备份，存于） 壹週刊，第900期，2007年6月7日
- 中國城夜總會為何黯然引退？ 網易新聞中心
- 制服店、便服店、禮服店的差別 （页面存档备份，存于） 惦七辣酒店資訊網